# Gai Fanni Estrabó (escriptor)
|  | Per a altres significats, vegeu «Gai Fanni Estrabó». |

Gai Fanni Estrabó (en llatí Caius Fannius M. F. Strabo) va ser un militar i escriptor romà gendre de Leli. Hi hauria un contemporani amb el mateix nom (Gai Fanni) que segons Ciceró va ser tribú de la plebs el 142 aC i que hauria de ser persona diferent, ja que en aquest any, Gai Fanni Estrabó estava servint a Hispània. Una altra possibilitat és que el Gai Fanni esmentat com a tribú fos ell mateix i llavors seria tribú militar a Hispània, però un error així de Ciceró sembla poc probable.
Va servir de jove a Àfrica sota Publi Corneli Escipió Emilià Africà Menor l'any 146 aC, i amb Tiberi Semproni Grac va ser el primer a escalar les muralles de Cartago. Després va servir a Hispània (142 aC) amb Fabi Màxim Servilià. Va assistir a les lectures del filòsof estoic Paneci. La seva fama com a escriptor era deguda a la seva obra "Historia" de la que no es coneix el contingut.